# La cueca brava
La cueca brava es el segundo álbum de estudio del grupo de cueca chilena Los Chileneros, liderado por Hernán Núñez Oyarce. Fue lanzado originalmente en 1968 como un LP por el sello EMI Odeon, siendo en 2007 reeditado en CD como parte de la Colección Bicentenario / EMI-MusicaPopular.cl, manteniéndose el mismo repertorio y carátula originales.
El disco es reconocido como la primera vez que se adoptó el término de «cueca brava», como una manera de plasmar la forma en que se vivía en la ciudad la cueca chilenera más tradicional.

## Lista de canciones
| La cueca brava |                                                                |          |  |
| N.º            | Título                                                         | Duración |  |
| 1.             | «El buen mozo / Los barrios bravos / Los Chileneros»           |          |  |
| 2.             | «El pañuelo que me diste / Decepción / Qué bonito es Peñaflor» |          |  |
| 3.             | «18 y 19 / El centenario / Amor marinero»                      |          |  |
| 4.             | «Aserrucha, Casimiro / Contrabandista / La yuta»               |          |  |
| 5.             | «El pobre atorrante / El afuerino / Los paletas»               |          |  |
| 6.             | «Las morenas / El cautivo / Los mineros»                       |          |  |

## Créditos
- Nano Núñez (voz, tañador)
- Baucha Araneda (voz)
- Perico Lizama (voz)
- Emilio Olivares (piano)
- Carlos Navarro (acordeón de botones)

En algunos temas hay además panderos, guitarra, contrabajo y batería en algunas cuecas. Si bien Perico Lizama participa en este disco, oficialmente ya no pertenecía al grupo.